# Église de la Transfiguration de Gorovič
Pour les articles homonymes, voir Église de la Transfiguration.
L'église de la Transfiguration de Gorovič (en serbe cyrillique : Црква Преображења Христова у Горовичу ; en serbe latin : Crkva Preobraženja Hristova u Goroviču) est une église orthodoxe serbe située à Gorovič, dans le district de Šumadija et dans la municipalité de Topola en Serbie. Elle est inscrite sur la liste des monuments culturels protégés de la république de Serbie (identifiant no SK 349).

## Présentation
L'église, dédiée à la Transfiguration et aujourd'hui en ruines, se trouve dans le cimetière du village.
Selon la tradition, elle aurait été fondée par le despote Stefan Lazarević juste avant son départ pour la bataille de Nicopolis en 1396. En tout cas, si l'on en juge d'après son architecture, elle a été construite à la fin du XIVe siècle ou au début du XVe siècle. Elle est caractéristique du style de l'école moravienne de la Serbie médiévale. L'église, plusieurs fois remaniée, s'est effondrée au XIXe siècle.
L'église, longue de 20 m et large de 7 m, s'inscrit dans un plan tréflé avec une grande abside demi-circulaire à l'est et deux absides plus petites au nord et au sud. La nef a été prolongée d'un narthex à l'ouest au XVIIe siècle, lui-même augmenté d'un exonarthex au XVIIIe siècle. L'édifice, construit en moellons et en pierres de taille, est doté de hauts murs massifs et d'une voûte en berceau. La décoration des façades se caractérise par une corniche reposant sur des consoles avec des arcatures aveugles.
À l'intérieur, les murs étaient décorés de fresques dont il ne subsiste que des fragments. Après l'effondrement de l'édifice, l'iconostase a été transférée dans l'église du village de Saranovo.